# Richard Chanfray
Pour les articles homonymes, voir Saint-Germain.
Richard Chanfray (dit Saint-Germain ou Richard Saint-Germain), né le 4 avril 1940 à Lyon et mort le 21 juillet 1983 à Ramatuelle, est une personnalité médiatique française, peintre, chanteur et acteur.
Il affirmait être le comte de Saint-Germain, aventurier prétendument alchimiste et immortel. Il est principalement connu pour avoir été pendant plusieurs années le compagnon de la chanteuse Dalida.

## Biographie
Enfant de la DDASS, il est un petit délinquant. Avant 1961, il est un orphelin inscrit dans une structure disciplinaire de l'assistance publique à Saint-Genis-Laval, près de Lyon. Devenu majeur en 1961, il quitte définitivement les structures de l'assistance publique, et de la DDASS. Devenu antiquaire, il fait sept ans de prison pour vol.
Un temps peintre et sculpteur, Richard Chanfray se fait ensuite connaître en prétendant être le comte de Saint-Germain, personnage qui avait notamment fréquenté la cour de Louis XV. En 1972, il est découvert par le grand public à l'occasion d'une émission de l'ORTF, intitulée Le Troisième œil, consacrée à l'alchimie : dans un reportage sur lui, il déclare à l'antenne être le célèbre alchimiste « immortel » du XVIIIe siècle, affirme être âgé de « 17 000 ans » et, en présence du magicien Gérard Majax, exécute un numéro de « transformation du plomb en or ». En 1975, à la télévision espagnole, il renouvelle son expérience d'alchimiste devant une dizaine de scientifiques.

### Compagnon de Dalida
Après cette émission, Pascal Sevran consacre au pseudo-Comte de Saint-Germain plusieurs reportages dans Ici Paris. Devenu une vedette médiatique, l'aventurier gagne encore en notoriété en devenant le compagnon de la chanteuse Dalida, à laquelle il a été présenté par Sevran. La légende veut que le « comte » soit arrivé chez elle, le 21 octobre 1972, vêtu d'une cape noire et d'une chemise à jabot. À cette époque Dalida est dépressive : les suicides de Luigi Tenco et de Lucien Morisse, ainsi que le décès de sa mère, l'ont fragilisée. Leur liaison dure neuf ans, jusqu'en 1981, il est aussi son secrétaire et son chauffeur.
Pascal Sevran consacre en 1973 à l'« immortel » un livre intitulé Le Comte de Saint-Germain, aujourd'hui, dont il avoue par la suite qu'il s'agissait d'un ouvrage « bidon ». Dalida ne se fait pas d'illusion sur la mythomanie de Richard Chanfray, qui vit à ses crochets mais dont elle apprécie la « folie douce ». Outre sa personnalité haute en couleur, le « comte de Saint-Germain » se fait également remarquer par son côté fantasque, mégalomane et caractériel. Pascal Sevran témoigne par la suite qu'avec lui « deux dîners sur trois tournaient au drame ».
Durant sa relation avec Dalida, Richard Chanfray alimente les chroniques mondaines, ce qui lui permet d'envisager une carrière de chanteur. En 1975, sous la houlette d'Orlando, le frère de Dalida, il enregistre, en duo avec celle-ci, le titre Et de l'amour, de l'amour. En 1976, il sort Pour une femme chez Polydor puis, en 1977, Le Frimeur, chez Sonopresse et, en 1978, Gallaxie Express. Il s'occupe aussi, un temps, du courrier du cœur et de l'horoscope de revues pour adolescentes. Il apparaît comme acteur dans le téléfilm Le Coffre et le Revenant, réalisé par Roger Hanin en 1980.

### Affaire de la rue d'Orchampt

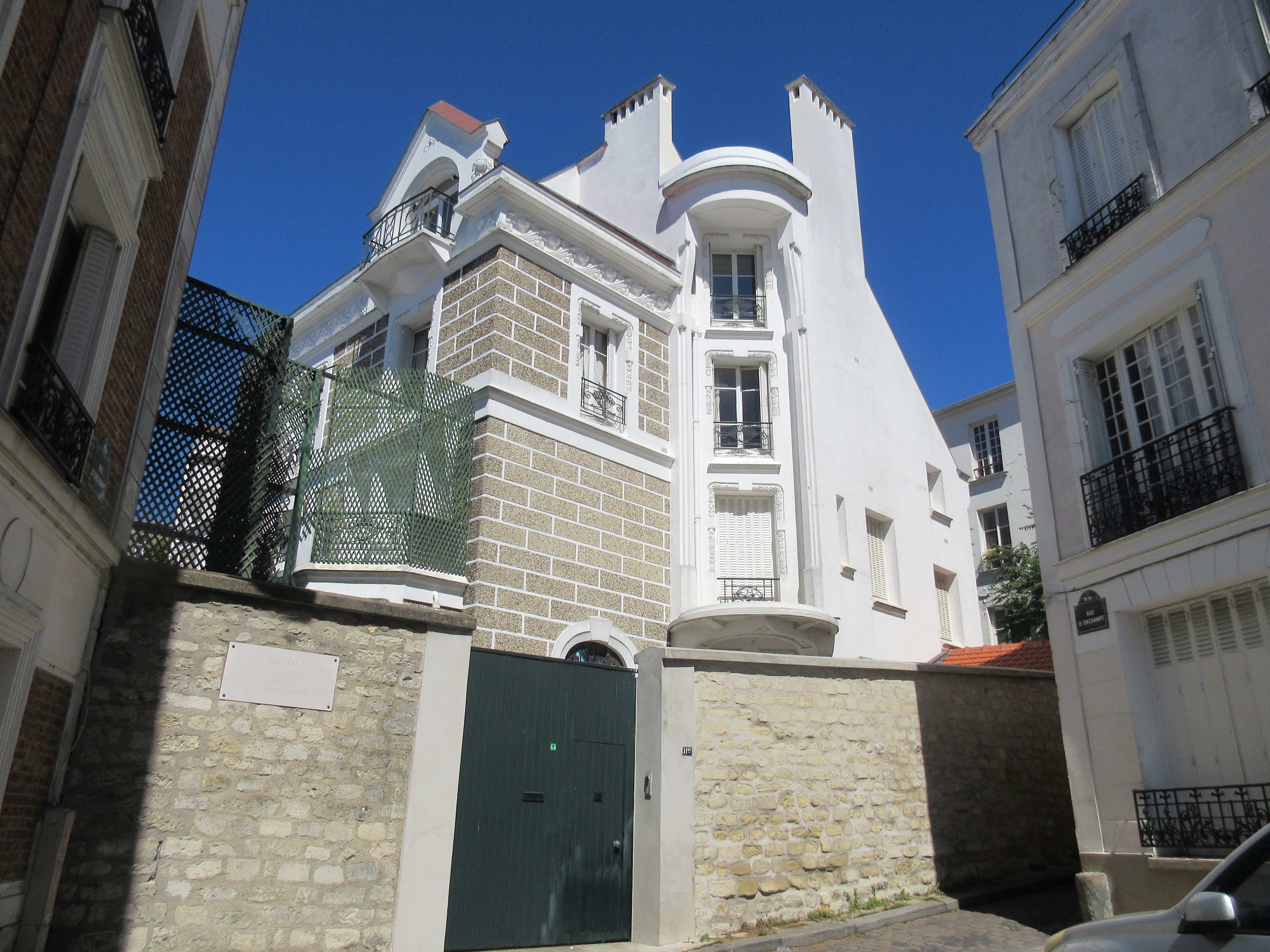
Hôtel particulier de Dalida, rue d'Orchampt.

Dans la soirée du 18 juin 1976, rentrant d'un dîner au restaurant dans l'hôtel particulier de Dalida, rue d'Orchampt, le couple aperçoit de la lumière dans la chambre de Maria, la femme de chambre alors en vacances au Portugal. Entrant dans l'hôtel particulier, Richard Chanfray s'empare d'une carabine offerte par Dalida. Le couple monte au troisième étage et découvre dans la chambre un individu allongé sur le lit : il leur dit être l'ami de la femme de chambre, ce que celle-ci confirmera ultérieurement. Alors que ce dernier fait un pas en avant, Richard Chanfray tire et l'intrus est blessé d'une balle entre deux vertèbres. Dalida et Richard Chanfray appellent la police. Hospitalisé, l’individu porte plainte.
Richard Chanfray est arrêté alors qu'il se trouve avec Dalida dans sa villa de Corse et incarcéré en préventive à Fresnes pendant un mois pour coups et blessures volontaires. Dalida verse l'argent de sa caution. À cette occasion, le passé judiciaire du « Comte de Saint-Germain » est révélé publiquement. On découvre également qu'il est toujours marié avec une femme qu'il avait épousée à l'âge de 19 ans. Ce fait divers médiatisé perturbe sérieusement sa relation avec la chanteuse, qui prend fin début 1981.

### Suicide
Le 20 juillet 1983, dans la soirée, sur un chemin isolé de Ramatuelle près de Saint-Tropez, Richard Chanfray est retrouvé mort à l'intérieur d'une voiture, en compagnie de sa nouvelle compagne, Paula Loos, née Paulette Guily, âgée de 51 ans. Les amants auraient succombé par asphyxie aux gaz d'échappement raccordés par un tuyau à l'habitacle de la Renault 5, après l'ingestion de barbituriques. Le couple vivait de spéculation immobilière, et ces affaires avaient pris une tournure judiciaire après que Richard Chanfray a menacé avec une arme un débiteur pour exiger une reconnaissance de dette. Les procès et amendes ont mené le couple dans une situation financière catastrophique.
Le corps de Richard Chanfray est autopsié à l’hôpital Bonnet de Fréjus. Ses obsèques se déroulent à la Cathédrale Saint-Léonce de Fréjus en présence de Dalida. Le 25 juillet 1983, il est inhumé au carré commun du cimetière Saint-Étienne de Fréjus puis ses restes sont déplacés à l'ossuaire du cimetière, en 1999.

## Dans la culture populaire
Richard Chanfray est incarné par Christophe Lambert dans le téléfilm Dalida, Le film de sa vie de Joyce Bunuel (2005), et par Nicolas Duvauchelle dans le biopic Dalida de Lisa Azuelos (2017).
Le Comte de Saint-Germain a été le héros d'une série de bande dessinée homonyme, publiée de 1982 à 1983 dans le journal Rodéo (éditions Lug) : le dessinateur Luciano Bernasconi avait donné au personnage les traits de Richard Chanfray.

## Discographie
- 1972 : Les Révélations (Briand)
- 1975 : Et de l'amour, de l'amour, en duo avec Dalida (International shows / Sonopresse) (n°16 des ventes françaises[11])
- 1976  : Pour une femme (Polydor)
- 1977 : Le Frimeur (GT / Sonopresse)
- 1977 : Du gazon dans les soucis (Sonopresse)
- 1978 : Gallaxie express (Sonopresse)
- 1980 : La Déposition (Carrère)

## Publications
- Les Chaînes de la balance, Guy Authier Editeurs, 1977.

## Articles liés
- Comte de Saint-Germain
- La Très Sainte Trinosophie